# Ерон-Сант-Васт
Ерон-Сант-Васт (фр. Airon-Saint-Vaast) насеље је и општина у североисточној Француској у региону Север-Па д Кале, у департману Па де Кале која припада префектури Montreuil.
По подацима из 2011. године у општини је живело 197 становника, а густина насељености је износила 33,28 становника/km². Општина се простире на површини од 5,92 km². Налази се на средњој надморској висини од 8 метара (максималној 52 m, а минималној 4 m).

## Демографија
| 1962. | 1968. | 1975. | 1982. | 1990. | 1999. | 2011. |
| ----- | ----- | ----- | ----- | ----- | ----- | ----- |
| 117   | 144   | 130   | 120   | 166   | 231   | 197   |

График промене броја становника у току последњих година